# Бікомплексні числа
|    | i1  | i2  | j   |
| -- | --- | --- | --- |
| i1 | −1  | j   | −i2 |
| i2 | j   | −1  | -i1 |
| j  | −i2 | -i1 | 1   |

Бікомплексні числа — чотиривимірні гіперкомплексні числа виду {\displaystyle \ a+bi_{1}+ci_{2}+dj,} де
{\displaystyle \ a,b,c,d} — дійсні числа,
{\displaystyle \ i_{1},i_{2},j} — уявні одиниці.
для яких 
{\displaystyle \ i_{1}^{2}=i_{2}^{2}=-1,\qquad j=i_{1}i_{2}}.
Використавши комутативність, отримаємо
{\displaystyle \ j^{2}=(i_{1}i_{2})^{2}=i_{1}^{2}i_{2}^{2}=+1}
та 
{\displaystyle \ i_{1}j=ji_{1}=-i_{2},}
{\displaystyle \ i_{2}j=ji_{2}=-i_{1}.}
Бікомплексне число можна записати у вигляді {\displaystyle \ (a+bi_{1})+(c+di_{1})i_{2}=A+Bi_{2},} де
{\displaystyle \ A,B}— комплексні числа.

## Історія
Насправді ж навпаки, в 1892 бікомплексні числа визначили за допомогою подвоєння комплексних чисел (замінивши їх дійсні частини на комплексні). Але на відміну від кватерніонів, вимагали збереження комутативності множення.
Хоча, дещо раніше в 1848, описали схожу алгебру тессарінів, вимагаючи тільки: комутативність, {\displaystyle i^{2}=-1,\;\;j^{2}=+1}. 
Бікомплексні числа утворюють комутативне кільце, тобто, множення є асоціативним, комутативним та дистрибутивним відносно додавання.
Але не є тілом чи полем, оскільки мають дільники нуля.

## Арифметичні операції
- {\displaystyle \ (A+Bi_{2})(C+Di_{2})=(AC-BD)+(AD+BC)i_{2}}

## Діагональний базис
В бікомплексних числах, як і в подвійних числах, присутня уявна одиниця {\displaystyle \ j^{2}=+1,} отже, також існують два ортогональні ідемпотентні елементи:
{\displaystyle e_{1}={1+j \over 2},\quad e_{2}={1-j \over 2}\qquad \Rightarrow \qquad {\begin{cases}e_{1}e_{1}=e_{1}\\e_{2}e_{2}=e_{2}\\e_{1}e_{2}=0\end{cases}},}
які можна використати як альтернативний базис. Бікомплексні числа переводяться в діагональний базис так:
{\displaystyle \ A+Bi_{2}=(A-Bi_{1})e_{1}+(A+Bi_{1})e_{2}={\Big (}a+d+(b-c)i_{1}{\Big )}e_{1}\;+\;{\Big (}a-d+(b+c)i_{1}{\Big )}e_{2}={\tilde {A}}e_{1}+{\tilde {B}}e_{2}}
У даному базисі додавання, множення та ділення обчислюються покомпонентно. Ділення не визначене коли {\displaystyle {\tilde {A}}} чи {\displaystyle {\tilde {B}}} рівні нулю.